# Kirstine Frederiksen
Kirstine Frederiksen, född 1845, död 1903, var en dansk pedagog.
Frederiksen var en av grundarna av Köpenhamns Forskolelærerindeseminarium (vid Den højere Dannelsesanstalt for Damer) år 1900, där nya undervisningsmetoder togs till prövning. Även inom den danska kvinnorörelsen gjorde Frederiksen en betydande insats, hon var ordförande i Kvindelig Læseforening och Dansk Kvindesamfund. Hon dog under en studieresa i USA.